# Холобцев, Иван Иванович
Ива́н Ива́нович Хо́лобцев (16 апреля 1916, село Почепное, Курская губерния — 31 октября 1969, Кимры) — советский военнослужащий, полковник Советской армии, участник боёв на озере Хасан, Великой Отечественной и Корейской войн. Военный комиссар Бологовского горвоенкомата (1951—1956) и Кимрского объединённого горвоенкомата (1956—1965). Герой Советского Союза (1945).

## Биография

### Ранние годы
Родился 16 апреля 1916 года в селе Почепное Дмитриевского уезда Курской губернии (ныне Дмитриевский район Курской области) в семье крестьянина.
В 1934 году окончил 7 классов средней школы. С сентября 1934 года — заведующий клубом и библиотекой при Почепском сельсовете. С сентября 1936 года — культработник Дмитриевского городского дома культуры.
9 сентября 1937 года был призван в Рабоче-крестьянскую Красную армию Дмитриевским райвоенкоматом. Участвовал в боях на озере Хасан в 1938 году.
С 1 мая 1939 года — курсант Владивостокского военного пехотного училища. Завершил учёбу в мае 1941 года, с 21 мая — командир взвода.

### Великая Отечественная война
На фронтах Великой Отечественной войны с 1941 года, командовал взводом, ротой.
18 сентября 1941 года был легко ранен (согласно более ранним документам первое ранение получил 16 октября 1941 года), 6 ноября 1941 года получил тяжёлое ранение, 7 июля 1942 года — контужен, 22 февраля 1942 года — вновь легко ранен, 6 августа 1942 года снова получил ранение. В 1942 году вступил в ВКП(б).
В качестве командира 2-го батальона 1146-го стрелкового полка 342-й стрелковой дивизии старший лейтенант Холобцев отличился в боях 5 — 10 августа и 13 сентября 1942 года. Противнику был нанесён сильный урон, силами батальона был отбит населённый пункт Громоздово Болховского района Орловской области. Холобцев был награждён медалью «За отвагу».
К августу 1943 года майор Холобцев — заместитель командира 1146-го стрелкового полка 342-й стрелковой дивизии 3-й армии. Вновь отличился в боях в ходе Орловской наступательной операции, 28 августа 1943 года был награждён орденом Отечественной войны II степени.
В боях 20—21 сентября 1943 года за деревни Рудня и Шумарово Холобцев лично руководил 1-м и 2-м батальонами полка. При третьей контратаке значительно превосходящих сил противника 2-й батальон оставил западную окраину Шумарово. Холобцев собрал разрозненные группы батальона и восстановил утраченное положение, нанеся немцам большие потери. В период боевых действий с 24 по 28 сентября 1943 года за Сураж и другие населённые пункты находился в боевых порядках батальона и руководил боем, в результате чего город и близлежащие деревни были взяты. В ходе боёв Холобцев был ранен. 30 сентября 1943 года был представлен к ордену Красного Знамени, но был награждён орденом Отечественной войны I степени.
23 сентября 1943 года 342-я стрелковая дивизия была преобразована в 121-ю гвардейскую стрелковую дивизию. К ноябрю 1943 года гвардии майор Холобцев — заместитель командира 337-го гвардейского стрелкового полка дивизии.
В наступательных боях 22 ноября 1943 года при прорыве обороны противника у реки Сож в районе деревни Огуденец и в последующих боевых действиях по овладению рядом населённых пунктов и опорных узлов Холобцев непосредственно управлял действиями подразделений. Своевременно повернув батальон, он содействовал успешному отражению немецкой контратаки у деревни Рудня и обеспечил успешное преследование сил противника. После ранения командира полка гвардии подполковника Бережного Холобцев принял командование полком на себя. Под его командованием бойцы отразили мощную контратаку противника. Был представлен к ордену Красного Знамени, но был награждён орденом Александра Невского.
В июле 1944 года полк прорвал укреплённую немецкую оборону в районе населённого пункта Элизарув, ворвался в расположение противника и обратил немецкие силы в бегство. Полк быстро продвигался, советским солдатам удалось занять свыше 130 населённых пунктов. Всего за период боевых действий с 13 по 27 июля 1944 года бойцами полка было уничтожено 959 немецких солдат и офицеров, захвачено 162 пленных, а также 6 пулемётов, 5 миномётов и 4 орудия, а также другое имущество. 18 июля при форсировании реки Западный Буг майор Холобцев был ранен осколком снаряда в левую ногу. 28 июля был награждён орденом Красного Знамени.
Из госпиталя обратно в действующую армию Холобцев вернулся в конце августа 1944 года. 9 сентября 1944 года Холобцев стал командиром 337-го гвардейского полка 121-й гвардейской стрелковой дивизии.
12 января 1945 года 337-й гвардейский стрелковый полк под командованием подполковника Холобцева, перейдя в наступление с Сандомирского плацдарма, прошёл 300 километров и вышел к реке Одер. 26 января 1945 года с ходу, на подручных средствах, преодолевая сопротивление немецких войск, бойцы полка Холобцева форсировали реку в районе деревни Хохбаушвиц и захватили плацдарм на левом берегу. Отражая непрерывные контратаки противника, полк не только смог удержать плацдарм, но и расширить его, таким образом обеспечив условия для успешного наступления главных сил дивизии.
Подполковник Холобцев лично руководил переправой подразделений и, перебравшись с передовым батальоном на левый берег, сам управлял боем по захвату, удержанию и расширению плацдарма. Вместе с бойцами полка он отбивал многочисленные контратаки противника.

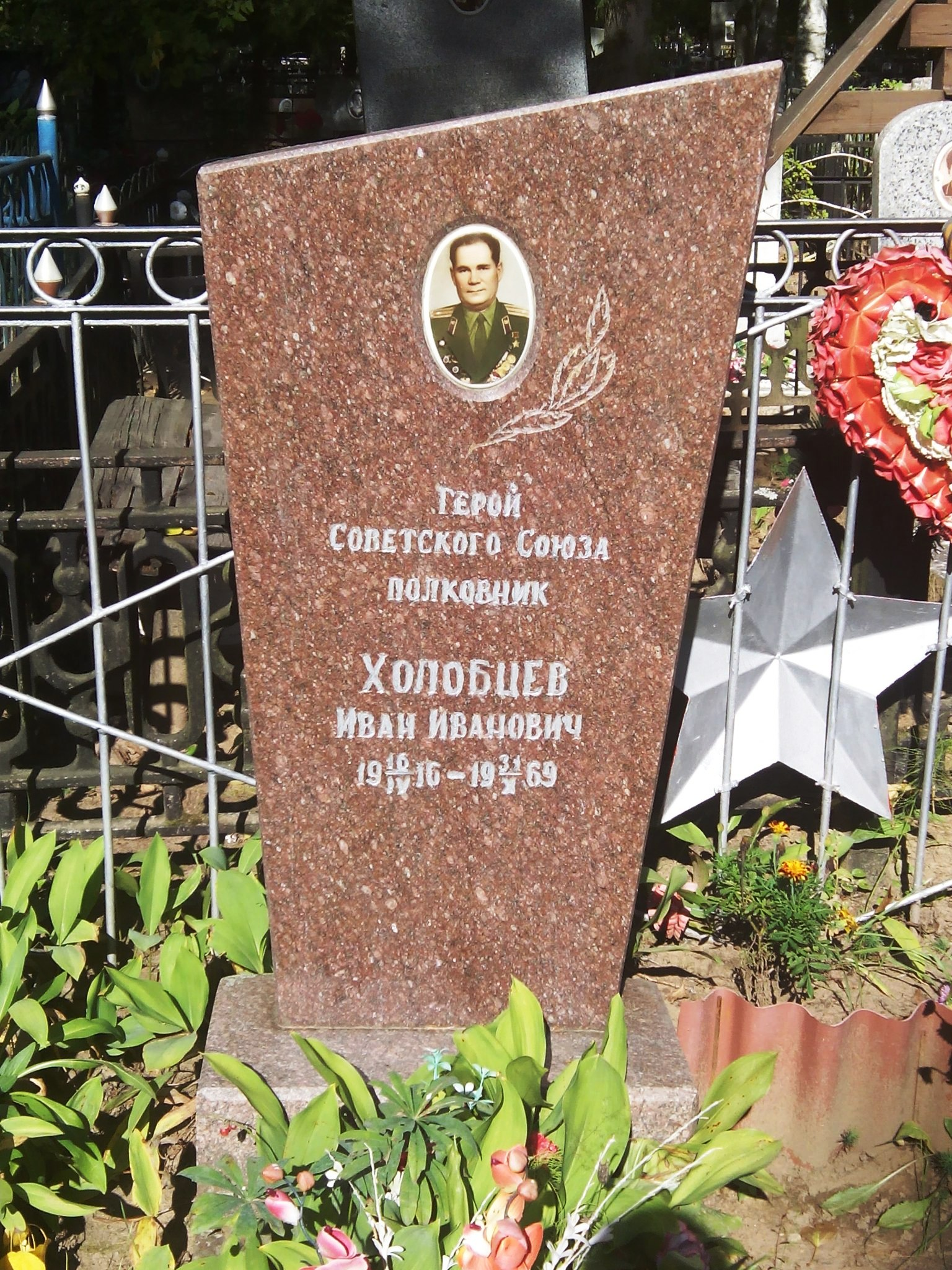
Могила Холобцева на Центральном кладбище города Кимры

Указом Президиума Верховного Совета СССР от 10 апреля 1945 года «за образцовое выполнение боевых задач командования на фронте борьбы с немецкими захватчиками и проявленные при этом отвагу и геройство» Холобцеву было присвоено звание Героя Советского Союза.
На заключающем этапе войны Холобцев со своим полком участвовал в Берлинской и Пражской операциях.

### После войны
После войны Холобцев продолжил службу в Вооружённых Силах СССР. В 1945 году окончил высшие офицерские курсы «Выстрел». С конца 1945 года и по 7 января 1950 года служил командиром батальона, а затем командиром полка в городе Пярну, Ленинградский военный округ (ныне Эстония), после направлен в распоряжение 2-го управления Генерального штаба Вооружённых Сил СССР.
С 26 февраля 1950 года по 13 июля 1951 года находился в командировке в КНДР в качестве военного советника в Корейской войне
18 июля 1951 года Холобцев был назначен на должность военного комиссара Бологовского городского военного комиссариата Калининской области, 28 июля 1956 года — на должность военного комиссара Кимрского объединенного городского военного комиссариата Калининской области Московского военного округа. В 1965 году ушёл в запас в звании полковника.
Умер 31 октября 1969 года, похоронен на Центральном кладбище города Кимры. Могила Холобцева является объектом культурного наследия местного значения.

## Семья
Был женат, вместе с Надеждой Степановной Холобцевой воспитал двоих детей: сына Петра 1938 года рождения и дочь Галину 1947 года рождения. Потомки Холобцева ныне живут в Дубне и Кимрах.

## Награды

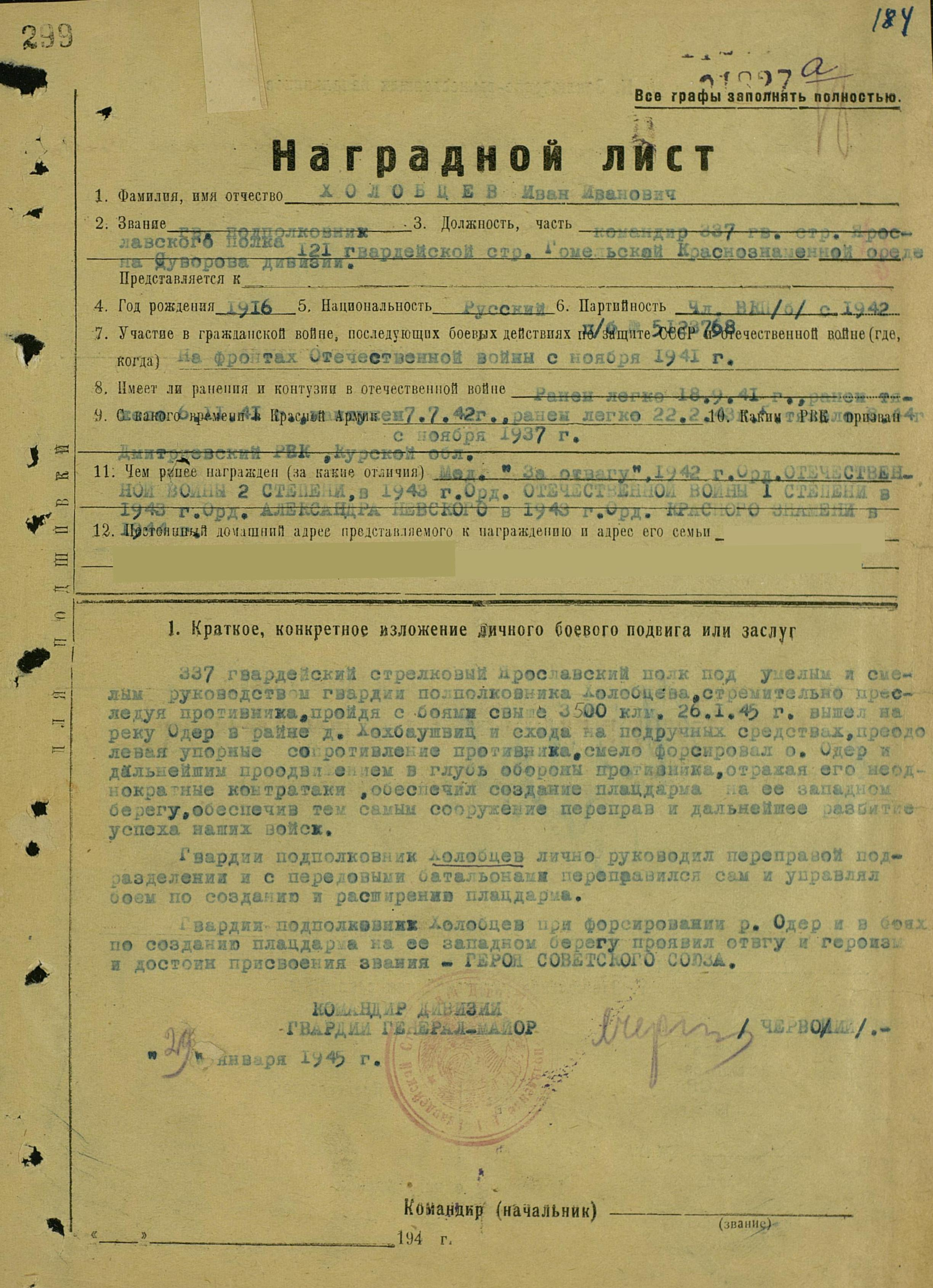
Представление подполковника Холобцева к званию Героя Советского Союза от 29 января 1945 года

Советские государственные награды и звания:
- Герой Советского Союза (Указ Президиума Верховного Совета СССР от 10 апреля 1945 года, орден Ленина и медаль «Золотая Звезда» № 7563)[1];
- орден Красного Знамени (28 июля 1944 года)[15];
- орден Александра Невского (19 декабря 1943 года)[15];
- орден Отечественной войны I степени (28 октября 1943 года)[15];
- орден Отечественной войны II степени (28 августа 1943 года)[15];
- орден Красной Звезды[1];
- медали СССР, в том числе:
  - медаль «За отвагу» (24 сентября 1942 года)[15];
  - медаль «За боевые заслуги»[16];
  - медаль «За победу над Германией в Великой Отечественной войне 1941-1945 гг.»[13];
  - медаль «30 лет Советской Армии и Флота»[13];
  - медаль «40 лет Вооруженных Сил СССР»[13];
  - медаль «За безупречную службу» I степени[13].

Иностранные награды:
- орден Красного Знамени (Монголия)[16]
- орден Государственного флага II степени (КНДР)[4][13].

## Память
В Кимрах на доме, где с 1957 года по 1969 год проживал Холобцев (улица Красина, 4), силами Кимрского отделения Всероссийской общественной организации «Боевое братство» была установлена мемориальная доска. Её торжественное открытие, на котором присутствовали Глава города Роман Андреев, представители городской общественности, а также родственники Холобцева, состоялось 23 февраля 2015 года.
13 апреля 2018 года в рамках мероприятий, посвящённых 100-летию создания военного комиссариата в городе Кимры, на здании военного отдела по городу Кимры и Кимрскому району военного комиссариата Тверской области (улица Кирова, 27) была торжественно открыта мемориальная доска в память о Холобцеве. В этом здании Холобцев работал в 1956—1965 годы, будучи военным комиссаром Кимрского объединённого горвоенкомата.

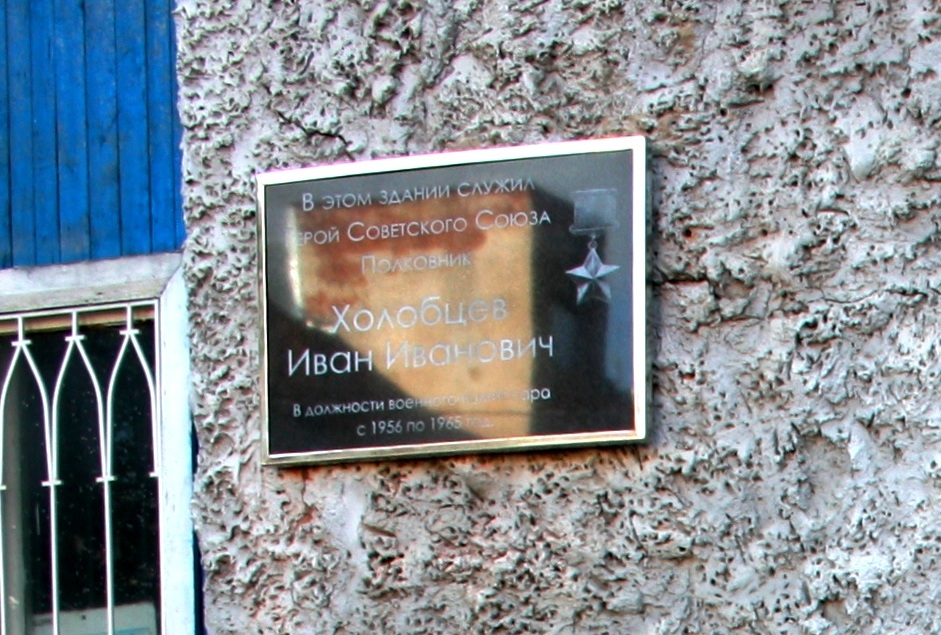
Мемориальная доска на здании военного отдела по городу Кимры и Кимрскому району
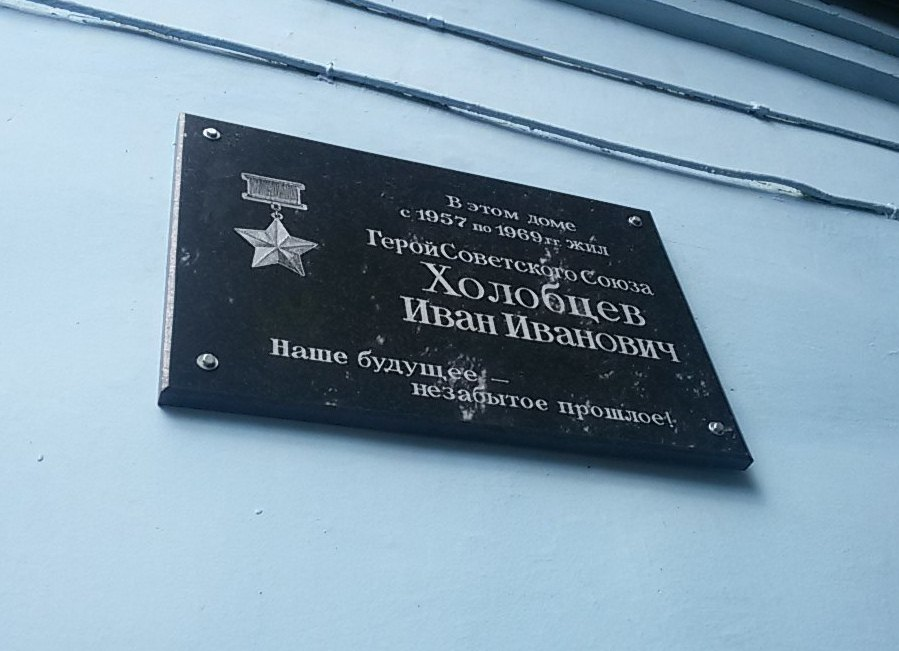
Мемориальная доска на доме, где проживал И. И. Холобцев
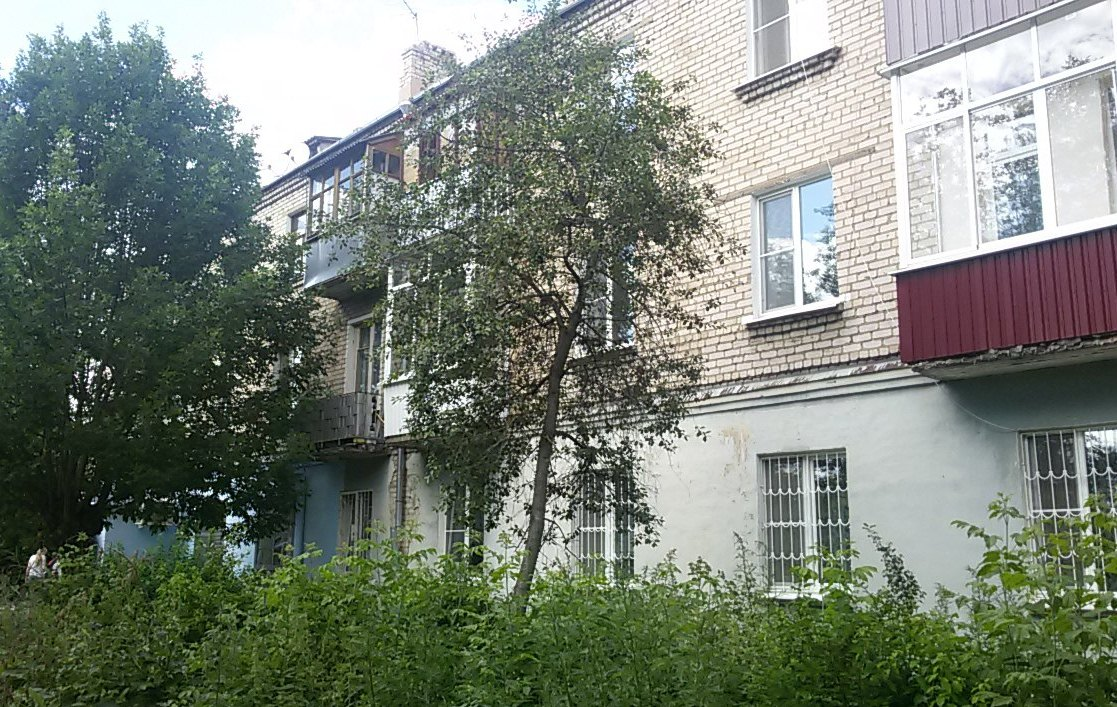
Дом, в котором проживал И. И. Холобцев.